# 石河村
石河村（いしかわむら）は、大阪府三島郡にあった村。現在の茨木市の北東部、安威川の中流域、大阪府道・京都府道46号茨木亀岡線の沿線にあたる。

## 地理
- 山岳：竜王山
- 河川：安威川

## 歴史
- 1889年（明治22年）4月1日 - 町村制の施行により、島下郡大岩村・桑原村・大門寺村・生保村・安元村の区域をもって発足。
- 1896年（明治29年）4月1日 - 所属郡が三島郡に変更。
- 1955年（昭和30年）4月3日 - 茨木市に編入。同日石河村廃止。